# Produktivní pracovní píseň
Produktivní pracovní píseň je osmnáctý díl druhé řady amerického televizního seriálu Teorie velkého třesku. V této epizodě nehostuje žádný herec. Režisérem epizody je Peter Chakos.

## Děj
Penny se začíná věnovat výrobě vlastních sponek do vlasů, které nazve "Pennyiny květy". Přijde na to, že by z toho mohl být dobrý obchod, ke kterému se přidá nejen Sheldon, ale později i zbytek partičky. Leonard navrhne webové stránky tak, aby mohl obchod fungovat i na internetu. Obratem přijde objednávka na tisíc kusů pro jednu LGBT komunitu. Ačkoliv jsou z objednávky zprvu velmi nadšení, nakonec zjistí, že Leonard na webovky umístil možnost odeslání do druhého dne. Všichni začnou okamžitě pracovat a na výrobě dělají celou noc, aby objednávku stihli zařídit. Vyčerpaní ale ráno zjistí, že stejná komunita svou objednávku zdvojnásobila a práci na květech okamžitě přeruší. Sheldon, který se večer předtím napil kávy, aby vydržel, poté běhá po pokoji v kostýmu Flashe.

## Obsazení
| Johnny Galecki | Leonard Hofstadter |
| Jim Parsons    | Sheldon Cooper     |
| Kaley Cuoco    | Penny              |
| Simon Helberg  | Howard Wolowitz    |
| Kunal Nayyar   | Raj Koothrappali   |